# Nagyzugló
Nagyzugló Budapest XIV. kerületének egyik városrésze. A köznyelv – Kiszugló városrésszel együtt – Zuglónak nevezi.

## Fekvése
- Határai: Nagy Lajos király útja az Egressy úttól – Örs vezér tere – Kerepesi út – Róna utca – Egressy út a Nagy Lajos király útjáig.

## Története
1873-ban csatolták ezt a területet Budapest X. kerületéhez. 1935 óta a XIV. kerülethez tartozik.